# Hans Blüthgen
Hans Blüthgen (* 3. März 1885 in Leipzig; † 21. August 1966 in Borsdorf bei Leipzig) war ein deutscher Architekt und Maler.

## Leben
Die Familie Hans Blüthgens stammte aus Zörbig. Ab 1914 lebte er in Borsdorf bei Leipzig und arbeitete in Leipzig. In den 1930er und 1940er Jahren lehrte er dort als Dozent an der Staatsbauschule für Hoch- und Tiefbau. Er war Mitherausgeber der Ostdeutschen Bau-Zeitung und veröffentlichte zur Leipziger Architekturgeschichte.
Als Maler malte er Landschaften und Architekturdarstellungen und stellte auf lokalen Ausstellungen aus wie der 5., 7. und 8. Wurzener Kunstausstellung 1939, 1941 und 1942 und der Kunstausstellung des Kreises Grimma 1938 in Coldiz, Grimma und Wurzen.
Verheiratet war er mit Anna geb. Mühlig (1888–1969), der Tochter des Malers Hugo Mühlig (1854–1929), dessen Teilnachlass er verwaltete.

## Schriften
- Ein unbeachtetes Rokokodetail in der Katharinenstraße. In: Der Leipziger, illustrierte Wochenschrift für Leipzig und seine Umgebung, Zweite Folge, 1. Jahrgang 1919, S. 209.
- Alt-Leipziger Hofarchitektur. In: Der Leipziger, illustrierte Wochenschrift für Leipzig und seine Umgebung, Zweite Folge, 1. Jahrgang 1919, S. 468–469.
- Mühlig, Hugo. In: Hans Vollmer (Hrsg.): Allgemeines Lexikon der Bildenden Künstler von der Antike bis zur Gegenwart. Begründet von Ulrich Thieme und Felix Becker. Band 25: Moehring–Olivié. E. A. Seemann, Leipzig 1931, S. 214 (biblos.pk.edu.pl).
- Stahlskelettbauten in Leipzig. In: Ostdeutsche Bau-Zeitung 28. Jahrgang 1930, S. 48 f.
- mit Walther Wiesinger: 100 Jahre Staatsbauschule für Hoch- und Tiefbau Leipzig 1838–1938. Leipzig 1938.